# Сенка за очи
Сенка за очи је козметика која се првенствено примењује на капке како би се истакле очи или изгледале привлачније. Сенка за очи такође се може применити испод очију или на кости обрва.
Сенке за очи могу додати дубину и димензију очима, допунити боју очију, учинити да се очи чине већим или једноставно скренути пажњу на очи. Сенка за очи постоји у много различитих боја и текстура. Обично се прави од праха, али се такође може наћи као течност, оловка, крема или гел. Баш као и са другим козметичким средствима, и сенка за очи има трендове.
У цивилизацијама широм света сенке за очи претежно користе жене, али повремено и мушкарци. У западном друштву на сенку гледају као на женску козметику, чак и када је користе мушкарци. У Индији је оловка за очи, названа Kohl, играла истакнуту улогу у разним плесним облицима и церемонијама попут венчања.
Многи људи користе сенке за очи само да би побољшали свој изглед, али се такође често користе у позориштима и другим представама, како би створили изразит и незабораван изглед, са јарким, смелим бојама. У зависности од тона коже и искуства, ефекат сенки на очи обично доноси гламур и привлачи пажњу. Употреба сенки покушава да реплицира природну сенку коју неке жене показују због природне контрастне пигментације на капцима. 

## Употреба
Сенка за очи може се применити на разне начине, у зависности од жељеног изгледа и формулације. Обично се наношење врши прстима или четкицама. Најважнији аспект наношења сенки за очи и шминке уопште је добро мешање. Међутим, обавезна је употреба прајмера како би се касније ограничиле шансе за бразде у сенци. Пре наношења сенке капци се припреме за шминкање стављањем крема и подлоге.
За уклањање сенке са очију, може се користити комерцијални одстрањивач шминке за очи, мада богато испирање лица обично уклања све трагове боје. Генерално се лако уклања, а могу се користити једноставна вода и сапун. Сенке за очи, оловка за очи и маскара такође се могу уклонити помоћу беби уља. Постоје и марамице за шминку које се могу користити.

## Историја
Људи користе козметику хиљадама година. Најранији директни археолошки докази о шминкању очију датирају из прединастичког Египта (око 5000 - 4000. п. н. е.). У гробницама из овог периода пронађени су трагови боја ѕа очи, најчешће малахита, зеленог минерала и галенита, црног минерала, као и козметичке палете, посуде и апликатори.
У древној Грчкој, Гркиње су носиле нијансе зелене и плаве боје направљене од драгог камења попут лапис лазулија и малахита.
Током година многе жене су користиле спаљене шибице како би појачале шминку очију. Многе жене су често наносиле пиринач у праху да сакрију било неправилности или пеге по лицу. Сенке за очи биле су веома популарне током викторијанске ере (око 1837 до око 1901). 

## Савремена употреба
Најранији докази о комерцијалном производу названом „сенка за очи“ датирају из 1910-их у Сједињеним Државама. Оснивачица козметичке компаније Елизабет Арден посетила је салоне лепоте у Паризу 1912. године, проучавајући производе и технике. 1914. године увела је сенке за очи у сопствене салоне у САД. Сенке за очи оглашавале су се у новинама као Arden Eye Shadow 1919. године. Производ се продавао под називом „Eye Sha Do“ 1922. године, али до 1930-их сенке за очи постале су уобичајено име које су користиле Елизабет Арден и друге козметичке компаније попут Хелене Рубинштајн и Макс Фактора. 

## Састојци
Сенке се обично састоје од четири врсте састојака: основна пунила, везива, средство за "клизање" и конзерванси. Да би се направила сенка за очи, мора постојати равнотежа између пунила и везива.
Основна пунила су обично минерали као што су лискун, талк или каолинска глина, који сенци за очи додају масу и текстуру. Они чине око 30% прахова и 25% кремастих сенки. Лискун упија влагу, даје сенци сјај и чини га непрозирним. Лискун у праху, оксиди гвожђа и глине могу дати боје сенкама.
Везива помажу да сенке за очи приањају и остану везане за кожу. Сенке за очи могу имати сува или течна везива. Цинк и магнезијум, који су оба бела праха, обично се користе као сува везива. Цинк такође додаје боју и може се користити за повећање дебљине сенки. Као течна везива могу се користити силицијум диоксид, парафински восак, минерална или биљна уља.
Средство за "клизање" омогућава сенкама да глатко клизе по кожи. Производи могу користити силику или најлон, који су фини, безбојни прах. Остале врсте ових средстава укључују диметикон, бор нитрид или бизмут оксихлорид.
Конзерванси помажу производима у спречавању развоја бактерија и продужавају им животни век. Уобичајени конзерванси у сенци за очи су гликол и токоферол.

## Врсте сенки за очи
Постоје многе врсте сенки: сенке у праху, течне сенке, кремасте сенке и многе друге.
У складу са модним трендовима и бојом очију, одређује се и боја сенке за очи. Величина и облик очију одређује стил наношења.
Кремасте сенке су најбоље када се наноси само једна боја. Гел сенке су одлична замена за ајлајнер, док су сенке у праху погодне за мешање различитих боја и прављење прелаза. 
Седефасте или frosted сенке које у себи садрже штрас, пристају млађим женама, док на зрелој кожи појачавају боре. Са друге стране, shimmer сенке су повољније за зрелу кожу јер поседују дискретники сјај, који не истиче боре.
Maт сенке не садрже сјај и лицу дају природнији изглед. За драматичан изглед, користе се металик сенке.

### Врсте четкица
Сенка за очи се обично наноси четкицама, сунђерима или прстима. Различите четкице могу се користити за различите технике наношења и ефекте.